# Slag bij La Marfée
De Slag bij La Marfée vond plaats op 6 juli 1641 tussen elf en twaalf uur 's ochtends tijdens de Dertigjarige Oorlog, met name in de fase waarbij het  Spaanse Leger van Vlaanderen betrokken was, hier in La Marfée, via de Spaanse Nederlanden.

## Plaats
La Marfée is de naam van een bos dicht bij de stad Sedan aan de Maas. De plek ligt vandaag in de Franse gemeente Noyers-Pont-Maugis.

## Geschiedenis
Sedan was in 1641 een autonoom vorstendom met aan het hoofd Frederik Maurits de La Tour d'Auvergne. Rondom hem waren talrijke malcontenten uit Frankrijk verzameld. Zij ageerden tegen het autocratisch bestuur van kardinaal de Richelieu, die regeerde voor koning Lodewijk XIII van Frankrijk. Tot de edelen die hun toevlucht hadden hadden gezocht tot Sedan behoorden de katholieke prins Hendrik II van Guise en de voorman van het huis Condé, Lodewijk van Bourbon-Soissons, graaf van Soissons. Elk van hen had zijn gewapende medestanders naar Sedan geleid.
De Franse prinsen noemden zich Princes de la Paix. Zij wilden eigenlijk vrede, een Frankrijk waarin kardinaal de Richelieu uitgeschakeld werd. Er zou een plan geweest zijn om tezamen met de opstand in Sedan, de kardinaal in Parijs te vermoorden. Het devies van de opstandige prinsen was dan ook pro Lodewijk XIII maar contra Richelieu.
Frederik Maurits was erin geslaagd hulptroepen te verzamelen met hulp van de Spaanse Nederlanden, via de Spaanse minister Miguel de Salamanca en ter plaatse van veldmaarschalk Guillaume de Lamboy. Ook zijn persoonlijke vriend, keizer Ferdinand III van het Heilige Roomse Rijk stuurde troepen en geld vanuit het prinsbisdom Luik en het Rijnland naar Sedan.
Kardinaal de Richelieu stuurde met zware kanonnen gewapende troepen naar Sedan, want zulke samentroeping van opstandelingen tolereerde hij niet. Aan het hoofd van zijn troepen stond maarschalk Gaspard III de Coligny. De troepen kwamen uitgeput aan op het slagveld omwille van de modderige hellingen waar zij op moesten. De troepen van De Lamboy uit de Zuidelijke Nederlanden vielen als eerste aan; toen Frederik Maurits de Fransen in de flank aanviel met zijn ruiterij, brak plots een blinde paniek uit. De Franse bevelvoerder had letterlijk de tijd niet om zijn bagage te pakken. De strijd duurde slechts één uur. De troepen van Richelieu ijlden weg van Sedan, voor zover ze niet gevangen genomen werden. Frederik Maurits kon verschillende dure Franse kanonnen als buit meenemen.

## Wat met de overwinning van deze malcontenten?
- Het aantal gewonden en doden aan de kant van de overwinnaars is onbekend.
- Lodewijk van Bourbon-Soissons opende het vizier van zijn helm (zoals gewoonlijk) met zijn pistool; per ongeluk ging het pistool af en hij stierf. Met de dood van deze leider van de opstandelingen en grote intrigant had de overwinning nog weinig waarde.
- Op het hoofd van Hendrik II de Guise stond de doodstraf. Hendrik ontsnapte aan agenten van kardinaal de Richelieu en vluchtte naar de Spaanse Nederlanden.
- Frederik Maurits kreeg tot zijn verbazing onmiddellijk de troepen van zijn tegenstander voor zijn kasteel in Sedan. Na onderhandeling met agenten van kardinaal de Richelieu bleef hij in leven. Hij verklaarde zich loyaal aan de Franse Kroon en ging vechten in Italië, in dienst van Lodewijk XIII.

Finaal handhaafde kardinaal de Richelieu zijn autoriteit als nooit tevoren. Verkeerdelijk wordt de Slag bij La Marfée voorgesteld als een overwinning van Richelieu. Het was geen overwinning in de feiten, maar was het wel in de gevolgen.

## Quote
Toen de Fransen eindelijk klaar stonden op het slagveld om elf uur 's ochtends waren ze doorweekt van de regen en buiten adem van het ploeteren door de modder. De Franse generaal Fabert vroeg aan zijn ordonnans Sourdis of deze al een nederlaag gezien had. Sourdis antwoordde negatief. Hierop repliceerde de generaal: Eh bien, ce matin, vous en verrez une!.